# Ист-Лотиан
Ист-Ло́тиан (англ. East Lothian, гэльск. Lodainn an Ear) — один из 32 округов Шотландии. 

## География
Ист-Лотиан граничит с округами Сити-оф-Эдинбург, Мидлотиан и Скоттиш-Бордерс.

## Населенные пункты
| - Галлан (Gullane) - Гиффорд (Gifford) - Данбар (Dunbar) - Ист-Линтон (East Linton) - Кокензи (Cockenzie) | - Масселборо (Musselburgh) - Норт-Берик (North Berwick) - Ормистон (Ormiston) - Пенкейтленд (Pencaitland) - Престонпанс (Prestonpans) | - Транент (Tranent) - Хаддингтон (Haddington) - Эберледи (Aberlady) |

|  |  |